# Admiral Hipper (tàu tuần dương Đức)
Admiral Hipper (Đô đốc Hipper) là một tàu tuần dương hạng nặng của Hải quân Đức Quốc xã, là chiếc dẫn đầu của lớp tàu tuần dương Admiral Hipper đã phục vụ trong Chiến tranh Thế giới thứ hai. Nó đã sống sót cho đến những ngày sau cùng của cuộc xung đột này.

## Thiết kế và chế tạo
Con tàu được đặt tên theo Đô đốc Franz von Hipper, Tư lệnh Hải đội tàu chiến-tuần dương Đức trong trận Jutland vào năm 1916 và sau đó là Tổng tư lệnh Hạm đội Biển khơi Đức. Admiral Hipper là chiếc đầu tiên của lớp tàu bao gồm năm chiếc, trong đó nó cùng với Blücher và Prinz Eugen được hoàn tất và phục vụ cùng Hải quân Đức trong Thế Chiến II; chiếc thứ tư, Lützow, được bán cho Liên Xô vào năm 1939 trước khi hoàn tất; và một chiếc thứ năm, Seydlitz, được cải biến thành một tàu sân bay nhưng chưa bao giờ hoàn tất.
Admiral Hipper được đặt hàng vào ngày 30 tháng 10 năm 1934 và được chế tạo bởi hãng đóng tàu Blohm & Voss tại Hamburg. Nó được đặt lườn vào ngày 6 tháng 7 năm 1935, được hạ thủy vào ngày 6 tháng 2 năm 1937 và được đưa ra hoạt động vào ngày 25 tháng 4 năm 1939.

## Lịch sử hoạt động
Năm 1940, Admiral Hipper tham gia Chiến dịch Weserübung, cuộc tấn công nhằm xâm chiếm Na Uy. Ngày 8 tháng 4 năm 1940, nó đụng độ với tàu khu trục Anh HMS Glowworm ở về phía Tây Bắc Trondheim, thành phố lớn thứ ba của Na Uy ở khoảng giữa bờ biển Đại Tây Dương. Cuộc đấu pháo đã gây hư hại nặng cho Glowworm, nhưng nó vẫn xoay xở chuyển hướng húc vào Admiral Hipper, gây hư hại cho chiếc tàu tuần dương trước khi chìm.
Sang ngày 9 tháng 4, nó vượt qua các pháo đài phòng thủ duyên hải của Na Uy tại Trondheimsfjord, chịu một hỏa lực yếu ớt không hiệu quả, và tiến vào cảng Trondheim. Lực lượng đổ bộ từ Admiral Hipper đã chiếm được thành phố vào những giờ đầu tiên, phất cao lá cờ Đức Quốc xã trên pháo đài Kristiansten cổ cùng các tòa nhà chính quyền thành phố ngay trước khi đa số các cư dân thức giấc.
Sau khi được sửa chữa những hư hại nhẹ, Admiral Hipper hoạt động cùng với các thiết giáp hạm Scharnhorst và Gneisenau ngoài khơi bờ biển Na Uy để ngăn chặn các tuyến đường tiếp tế của Anh. Vào tháng 10 năm 1940, cần được đại tu, Admiral Hipper quay trở về Kiel. Cho dù được sửa chữa lớn, hai dự định tiến ra Đại Tây Dương bị hủy bỏ do hỏng động cơ và hỏa hoạn. Công việc sửa chữa được tiến hành tại Kiel và Hamburg, làm trì hoãn những hoạt động tiếp theo của nó cho đến tháng 12.
Cuối cùng, Admiral Hipper cũng tiến ra được Đại Tây Dương mà không bị phát hiện, và đã hoạt động trong vai trò cướp tàu buôn, đặt căn cứ tại Brest, Pháp. Cuộc tấn công đầu tiên nhắm vào đoàn tàu vận tải chuyển quân WS-5A diễn ra vào tháng 12 năm 1940. Cho dù một trong các tàu tuần dương hộ tống, chiếc HMS Berwick, bị hư hại nặng, ảnh hưởng đối với đoàn tàu vận tải chỉ giới hạn ở mức gây hư hại cho hai tàu buôn. Những vấn đề về động cơ và thiếu hụt nhiên liệu đã buộc Admiral Hipper phải quay trở về Brest. Trên đường đi, nó bắt gặp và đánh chìm tàu chở hàng Jumna. Công việc sửa chữa phải mất một tháng để hoàn tất.
Admiral Hipper lên đường cho chuyến đi ra Đại Tây Dương thứ hai vào ngày 1 tháng 2 năm 1941. Vào ngày 12 tháng 2, nó đánh chặn đoàn tàu vận tải SLS-64 không được hộ tống. Bảy chiếc trong tổng số 19 tàu buôn bị đánh chìm, nhưng đoàn tàu vận tải đã phân tán và thời tiết xấu đã hỗ trợ cho cuộc chạy thoát của chúng. Bị thiếu hụt đạn pháo 203 mm, Admiral Hipper trở lại Brest vào ngày 14 tháng 2 năm 1941. Chiếc tàu tuần dương quay trở về Kiel qua eo biển Đan Mạch, đến nơi vào ngày 28 tháng 2 năm 1941. Công việc sửa chữa được thực hiện, cũng như những cải biến nhằm gia tăng trữ lượng nhiên liệu, và nhờ đó tăng thêm tầm hoạt động.
Từ tháng 3 năm 1942, Admiral Hipper đặt căn cứ tại Na Uy cho các hoạt động đánh phá các đoàn tàu vận tải Bắc Cực và để chuẩn bị nhằm chống lại hoạt động của Anh xuống Na Uy dự kiến sẽ xảy ra. Vào đêm giao thừa 1943, nó tham gia trận chiến biển Barents; một cuộc tấn công thất bại nhắm vào đoàn tàu vận tải JW-51B, nơi nó đánh chìm tàu quét mìn HMS Bramble và tàu khu trục HMS Achates. Cho dù có lực lượng mạnh, cuộc tấn công của Đức bị đẩy lui và Admiral Hipper bị hư hại. Nó quay trở về Wilhelmshaven, nơi nó được cho ngừng hoạt động và chuyển đến Gotenhafen.
Do việc Adolf Hitler mất niềm tin vào các hoạt động của hạm tàu nổi thuộc Hải quân Đức, Admiral Hipper không sẵn sàng để tái hoạt động cho đến tháng 1 năm 1945; khi nó được sử dụng, trong tình trạng sửa chữa một phần, để triệt thoái người tị nạn và binh lính khỏi Đông Phổ băng qua biển Baltic trong Chiến dịch Hannibal khi Hồng quân tấn công.
Admiral Hipper bị đánh chìm tại ụ tàu của hãng Deutsche Werke tại Kiel vào ngày 2 tháng 5 năm 1945. Được cho nổi trở lại và di chuyển đến vịnh Heikendorfer vào năm 1946, các khẩu pháo và cầu tàu của nó được tháo dỡ, và nó bị chìm trong khi được kéo đến ụ tháo dỡ.